# Vladimir Černavin
Vladimir Nikolajevič Černavin (rusko Владимир Николаевич Чернавин), sovjetski mornariški častnik, * 22. april 1928, Nikolajev (zdaj Mikolajiv, Ukrajina),  † 18. marec 2023, Moskva, Rusija.
Bil admiral flote Sovjetske vojne mornarice in zadnji vrhovni poveljnik Sovjetske vojne mornarice.

## Življenjepis
Rodil se je v Mikolajivu. Po Višji mornariški šoli v Bakuju je leta 1951 diplomiral na Višji mornariški šoli v Leningradu. Istega leta je postal visok častnik na podmornici, leta 1959 pa postane komandir jurišne jedrske podmornice K-21 razreda Kit. Med letoma 1962 in 1965 je obiskoval Mornariško akademijo, med letoma 1967 in 1969 pa Akademijo Generalštaba Sovjetskih oboroženih sil. Leta 1969 je postal poveljnik podmorniške flotilje na Severni floti, leta 1977 pa postane poveljnik Severne flote. Leta 1981 je prejel odlikovanje heroj Sovjetske zveze, 1983 pa je bil povišan v čin admirala flote. Med letoma 1981 in 1985 je bil poveljnik štaba Sovjetske vojne mornarice, leta 1985 pa postal (po upokojitvi Sergeja Gorškova) njen vrhovni poveljnik. Po razpadu Sovjetske zveze je bil do upokojitve še eno leto vrhovni poveljnik Vojne mornarice Skupnosti neodvisnih držav.
Kljub kratkemu obdobju njegovega poveljevanja Sovjetski vojni mornarici in slovesu njegovega predhodnika, mu je uspelo pustiti pečat. V času njegovega vodenja Sovjetske vojne mornarice so bile izpeljane številne pomembne operacije, kot sta "Atrina" (1987) in "Povodni konj 2" (1991).